# Artaria
Artaria & Co. war der Name einer Kunst- und Musikalienhandlung und zugleich eines Verlages, der als Kunst-, Landkarten- und insbesondere Musikverlag im Wien des 18. und 19. Jahrhunderts eine wichtige Rolle spielte.

## Geschichte

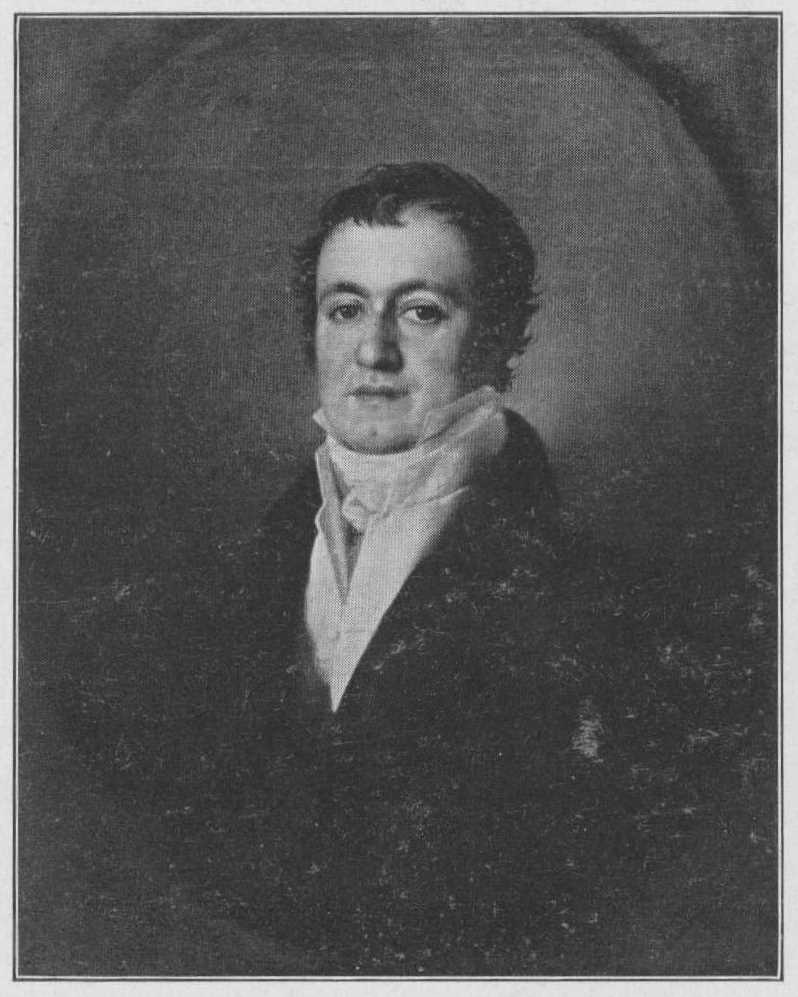
Bildnis des Mannheimer Kunsthändlers Domenico Artaria, von Johann Peter Krafft

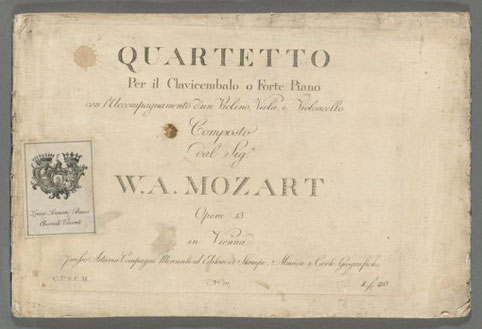
Erstausgabe von Mozarts Klavierquartett, KV 493, herausgegeben von Artaria im Jahre 1787

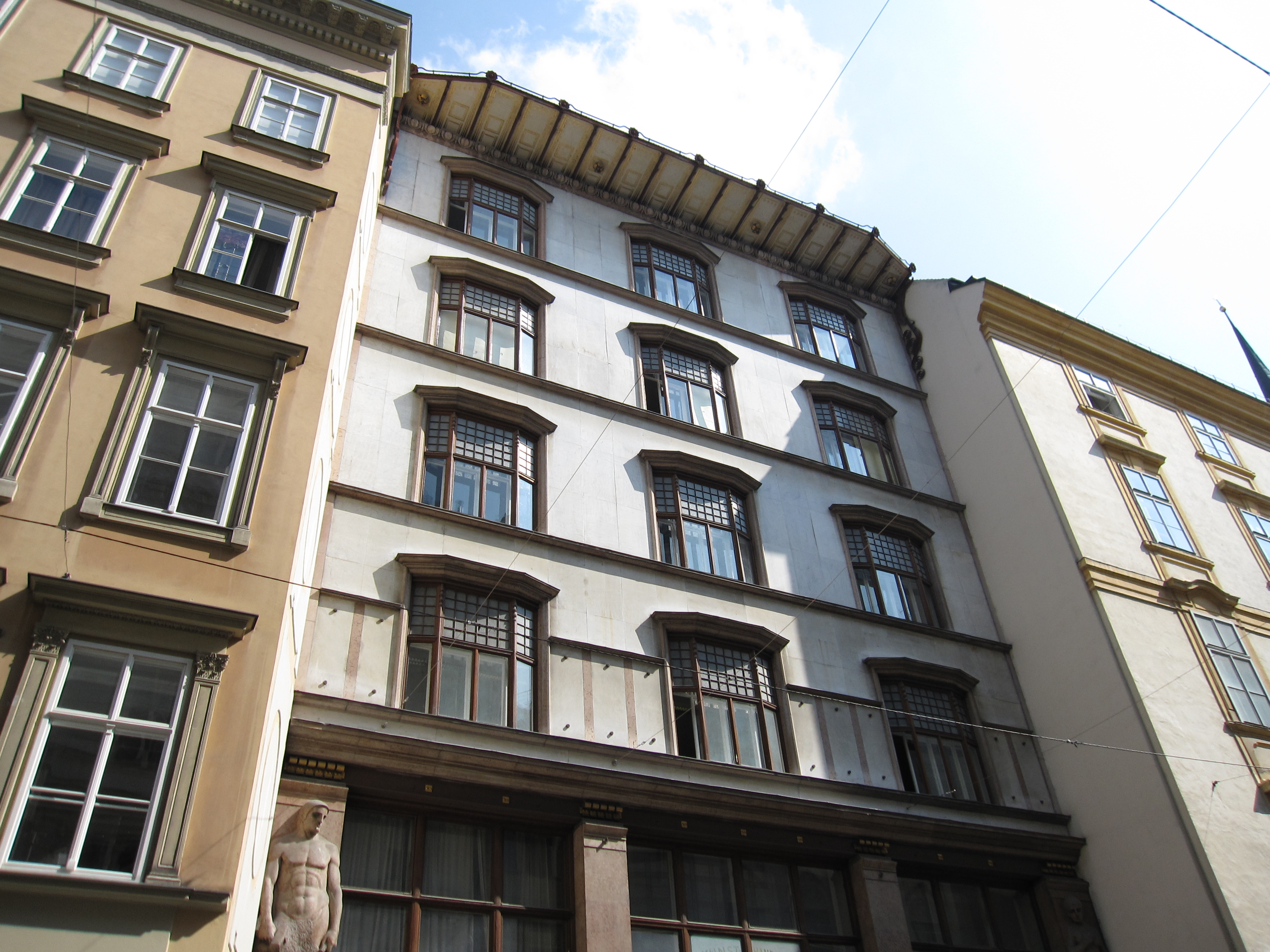
Artaria-Haus am Kohlmarkt, von Max Fabiani 1901/02 erbaut

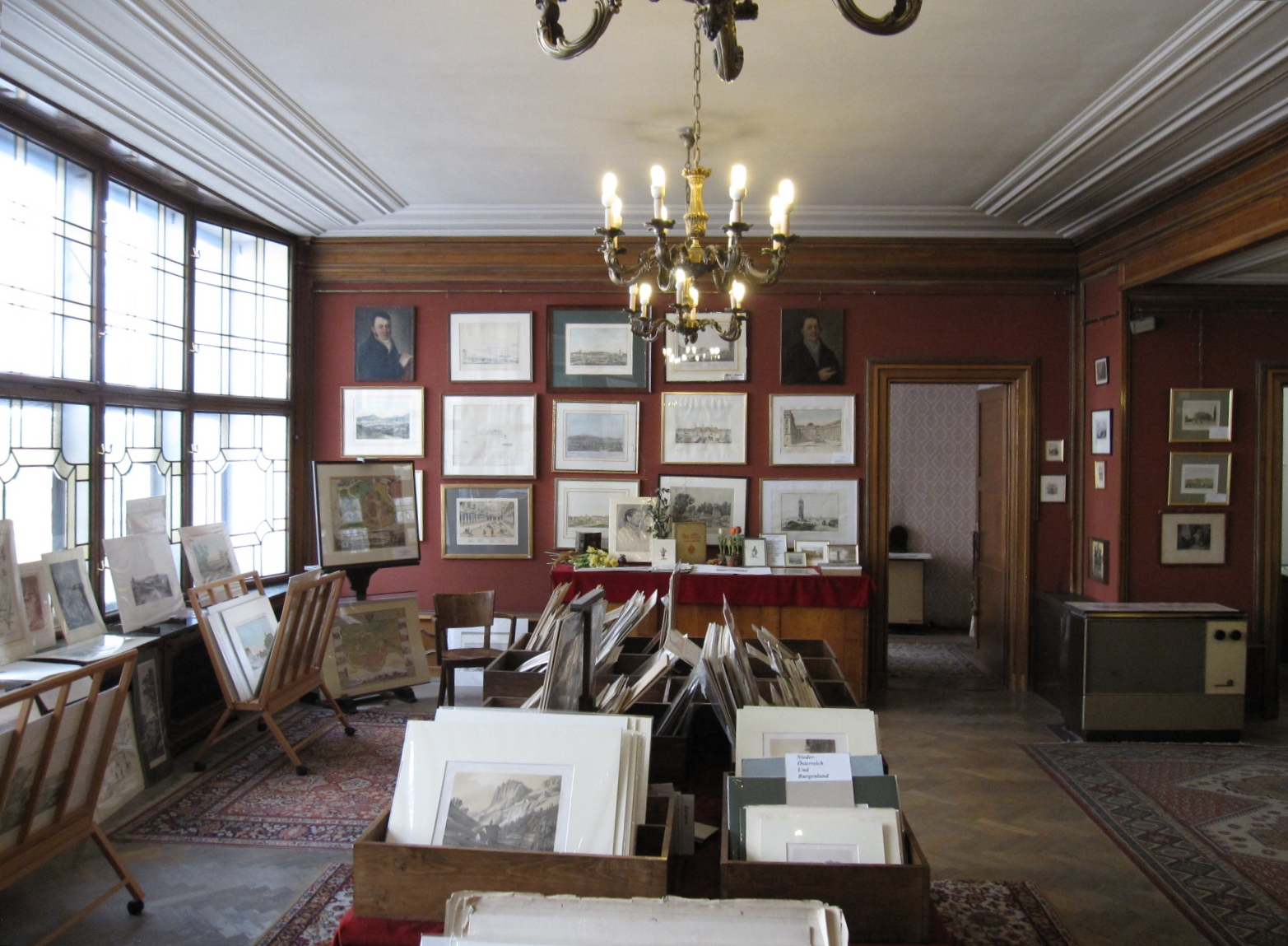
Innenansicht des Geschäfts der Kunsthandlung Artaria & Co. im Artaria-Haus

1765 gründete die aus Italien stammende Familie Artaria unter der Bezeichnung „Giov. Artaria et Comp.“ einen Verlag in Mainz. Durch jüngere Familienmitglieder wurde 1770 im „Zornischen Haus“ in Wien die Kunsthandlung „Artaria & Comp.“ eröffnet und 1774 ein eigener Musikverlag gegründet. Ab 1789 befand sich der Firmensitz am Kohlmarkt 9 in Wien (1901/02 wurde dort das heute noch stehende sogenannte Artaria-Haus errichtet). Dieser erlangte durch Aufnahme von mehr als 300 Werken Haydns rasche Berühmtheit. In der Folge wurden auch Werke von Gluck, Boccherini (ab 1780), Mozart (ab 1781), Beethoven (ab 1793) und Schubert ins Verlagsprogramm aufgenommen. Teilhaber von 1793 bis 1798 war auch der Italiener Tranquillo Mollo, der ab 1798 mit einem eigenen Kunstverlag in Wien sehr bekannt wurde. Mit Domenico Artaria hatte das Unternehmen 1804 erstmals einen Alleineigentümer.
In der zweiten Hälfte des 19. Jahrhunderts verlagerte sich die Aktivität von Artaria zunehmend auf Landkarten, wofür eine Zusammenarbeit mit Joseph von Scheda die Basis war und der Verlag Artaria auch Produkte des Militärgeografischen Institutes und dessen Mitarbeitern vertrieb, so wurde beispielsweise die Generalkarte Griechenlands und der europäischen Türkei bei Artaria verlegt. Außerdem wurde in dieser Zeit der Kartograph Anton Steinhauser der Ältere wissenschaftlicher Leiter. Es erschienen allerdings bei Artaria noch 1894–1918 die „Denkmäler der Tonkunst in Österreich“ (eine Publikationsreihe, die repräsentativen Werken der österreichischen Musikgeschichte galt). 1920 ging der kartographische Teil im Verlag Freytag & Berndt, nun in Freytag-Berndt & Artaria KG umbenannt, auf. 1932 wurde der Verlag Artaria aufgelöst. Die Kunsthandlung Artaria & Co., die hauptsächlich mit Druckgrafik vertrieb, wurde Ende 2012 geschlossen.
Am Übergang vom 18. zum 19. Jahrhundert wurde das bisher kaum berücksichtigte Urheberrecht der Komponisten an ihren eigenen Werken zunehmend geregelt und ausformuliert. Artaria, in dieser Zeit zu den führenden europäischen Musikverlagen zählend, kam dabei eine wichtige Rolle zu. Dass dies nicht reibungslos verlief, wird beispielsweise an langwierigen Streitigkeiten Beethovens mit Artaria in Zusammenhang mit dem Streichquintett C-Dur op. 29 deutlich, die bis zum Prozess führten (den Beethoven 1805 verlor, woraufhin er seine Verbindung zu Artaria weitgehend einstellte).